# Muriel Robin

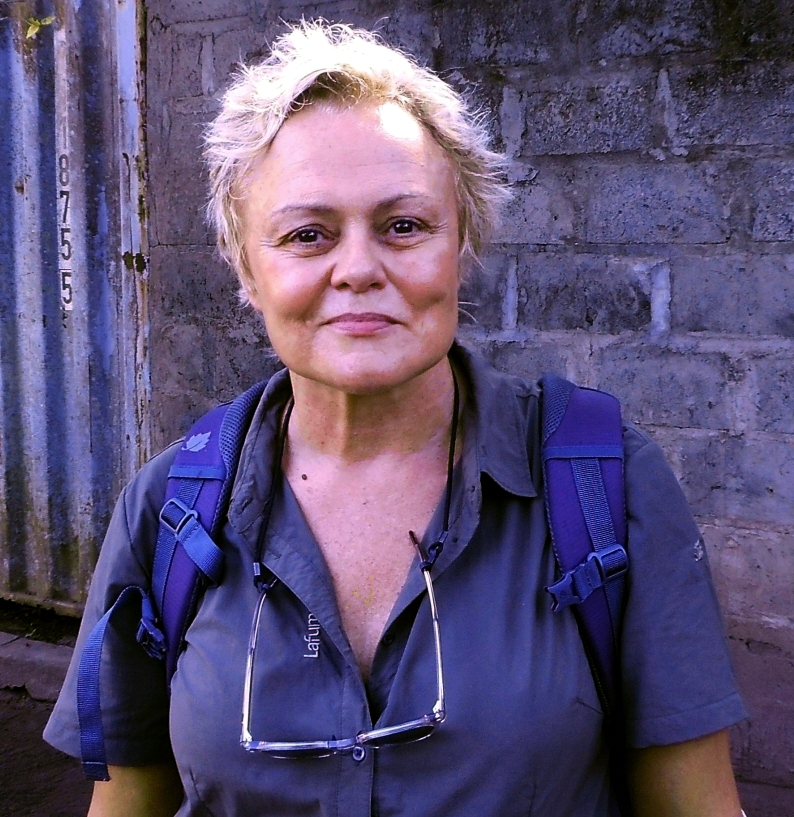
Muriel Robin, 2016

Muriel Robin (* 2. August 1955 in Montbrison) ist eine französische Komikerin und Schauspielerin.

## Leben
Muriel Robin wurde im Département Loire geboren. 1977 ging sie nach Paris zur Schauspielausbildung am Cours Florent. Anfang der 1980er Jahre wurde sie als Theater-Schauspielerin tätig und erste Film- und Fernsehrollen begannen. In den 1990er Jahren begann sie mit humoristischen Solo-Programmen, für die sie mehrmals für den Theaterpreis Molière nominiert wurde. Für ihre Hauptrolle in dem Drama Marie-Line wurde sie 2001 für den César für die Beste Hauptdarstellerin nominiert. Für ihre Hauptrolle im Fernsehfilm Marie Besnard l'empoisonneuse… wurde sie 2007 mit einem International Emmy Award ausgezeichnet.

## Filmografie (Auswahl)
- 1998: Die Zeitritter – Auf der Suche nach dem heiligen Zahn (Les Couloirs du temps: Les visiteurs 2)
- 2000: Marie-Line
- 2005: Saint Jacques… Pilgern auf Französisch (Saint-Jacques … La Mecque)
- 2006: Marie Besnard l'empoisonneuse...
- 2008: Musée haut, musée bas
- 2011: Zum Glück bleibt es in der Familie (On ne choisit pas sa famille)
- 2018: Jacqueline Sauvage, c’était lui ou moi
- 2021: Mon ange (Miniserie, 4 Folgen)
- 2021: Zweifel (Doutes)
- 2022: Das Leben ein Tanz (En corps)
- 2023: Das Zimmer der Wunder (La chambre des merveilles)